# Proteo (Eschilo)
Il Proteo (Πρωτεύς in greco antico) era un dramma satiresco di Eschilo, che seguiva alla trilogia di tragedie dell'Orestea, con la funzione di risollevare l'animo degli spettatori, incupito dagli eventi tragici, con una storia più leggera e comica. Quest'opera è andata interamente perduta, eccezion fatta per un breve frammento di due versi, ma si ritiene che essa si ispirasse all'episodio già narrato nel IV libro dell'Odissea.

## Trama omerica
Secondo il poema omerico, Menelao, fratello di Agamennone, si ritrova nell'isola di Faro, fermato da una bonaccia di vento. Si reca allora da Proteo, il Vecchio del mare, che vive sull'isola, per sapere se la bonaccia stessa sia causata dalla collera di un dio e per conoscere il proprio futuro. Per parlargli è però necessario catturarlo in un agguato. Menelao riesce nel suo intento e per divincolarsi Proteo si trasforma in tutta una serie di animali e vegetali. Alla fine, però, esausto, accetta di parlare col greco. Il Vecchio afferma che Menelao, per poter tornare a casa, dovrà andare in Egitto e lì offrire agli dei ecatombi perfette. Infine Proteo racconta quale destino hanno avuto gli altri eroi di ritorno dalla guerra di Troia (ed un lungo passo è dedicato ad Agamennone ed alle vicende trattate nell'Orestea). Ottenute queste informazioni, in ottemperanza alle parole di Proteo, Menelao parte per l'Egitto.

## Ipotesi sulla trama di Eschilo
Sono state fatte, anche per analogia con i drammi satireschi noti, alcune ipotesi su quale potesse essere esattamente la trama dell'opera di Eschilo. Qualcuno ipotizza che i satiri si trovassero sull'isola per colpa di un naufragio, forse ridotti a servitori di Proteo e che dessero aiuto a Menelao, scappando infine con lui (e a quel punto l'eroe greco avrà probabilmente avuto qualche difficoltà nell'impedire loro di mettere le mani addosso ad Elena). Altri pensano, invece, che Eschilo potesse essersi rifatto alla versione del mito di Elena raccontata nella Palinodia di Stesicoro (e poi utilizzata anche da Euripide nella sua Elena), secondo la quale la vera Elena non era mai andata a Troia, ma era stata nascosta sull'isola di Faro. In questo caso, è possibile che i satiri fossero i pretendenti alla mano di Elena. È, inoltre, probabile che le numerose trasformazioni di Proteo venissero raccontate da un messaggero, vista la palese impossibilità di metterle in scena.